# Terror Squad (album)
Terror Squad è l'album di debutto del gruppo hip hop statunitense Terror Squad, pubblicato nel 1999 dalla Big Beat Records, WEA.

## Tracce
1. In for Life (featuring Big Pun, Triple Seis, Prospect, Cuban Link & Fat Joe)
2. Pass the Glock (featuring Big Pun, Fat Joe, Prospect, Triple Seis, Cuban Link & Armageddon)
3. '99 Live (featuring Prospect)
4. What'cha Gon' Do? (featuring Big Pun)
5. Triple Threat (featuring Big Pun, Armageddon & Cuban Link)
6. War (featuring Triple Seis)
7. Bring It On (featuring Fat Joe)
8. As the World Turns (featuring Cuban Link, Tony Sunshine, Triple Seis & Prospect)
9. Gimme Dat (featuring Armageddon)
10. Feelin' This (featuring Armageddon, Prospect & Big Pun)
11. All Around the World (featuring Cuban Link)
12. Tell Me What U Want (featuring Fat Joe, Armageddon, Cuban Link & Tony Sunshine)
13. Rudeboy Salute (featuring Fat Joe, Big Pun & Buju Banton)
14. My Kinda Girls (featuring Tony Sunshine & Cuban Link)
15. Payin' Dues (featuring Armageddon & Keith Nut)
16. www.thatsmyshit.com (featuring Fat Joe, Triple Seis & The Bleach Brothers)